# Alchemilla ellenbeckii
Alchemilla ellenbeckii är en rosväxtart som beskrevs av Adolf Engler. Alchemilla ellenbeckii ingår i släktet daggkåpor, och familjen rosväxter.

## Underarter
Arten delas in i följande underarter:
- A. e. ellenbeckii
- A. e. nyikensis